# Прудовка (Воскресенский район)
Прудовка — деревня в составе Благовещенского сельсовета Воскресенского района Нижегородской области.
Располагается на правом берегу реки Ветлуги.

## Население
| 1999 | 2002 | 2010 |
| ---- | ---- | ---- |
| 52   | ↗58  | ↘40  |